# Aïssatou Bobo Baldé
Pour les articles homonymes, voir Baldé.
Aïssatou Bobo Baldé, est une femme politique guinéenne. Elle est députée à l'Assemblée nationale du 22 avril 2020 au 5 septembre 2021.

## Biographie
Elle est députée de 2020 en 2021 pour la IXe législature de la république de Guinée,,. Elle est la première vice-présidente de l'assemblée nationale le 4 juillet 2021 en remplacement de Djalikatou Diallo qui a rejoint le gouvernement Kassory le 19 janvier 2021.